# Sâr Dubnotal

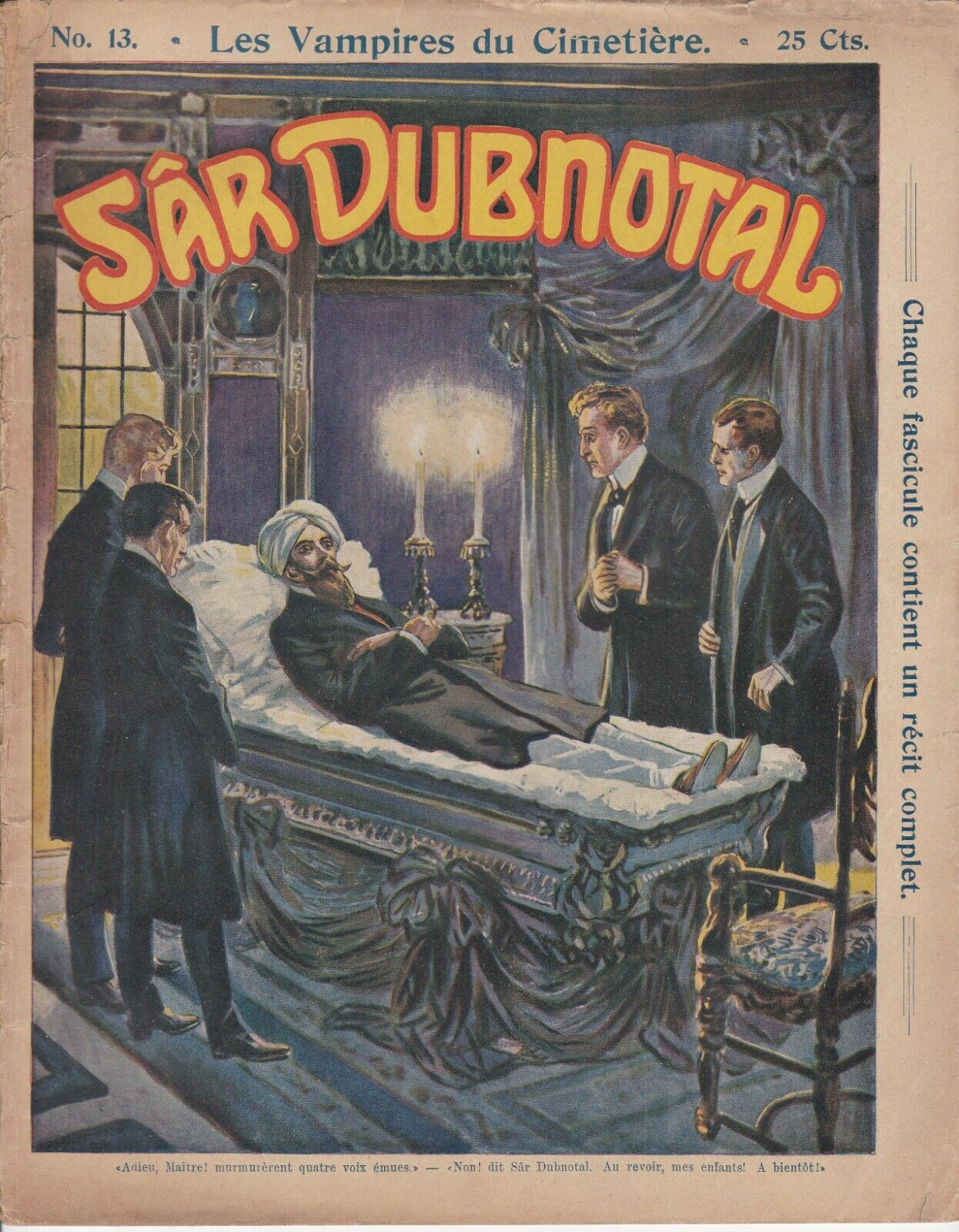
Les Vampires du Cimetière

Sâr Dubnotal ist der Name der fiktiven Hauptfigur einer literarischen Serie.
Die Geschichten um Sâr Dubnotal erschienen ursprünglich 1909 in Frankreich innerhalb einer zwanzigbändigen Heftromanserie.
Die Sâr Dubnotal Geschichten wurden anonym veröffentlicht. Einige Literaturwissenschaftler glauben, dass sie von Norbert Sévestre (ein sehr produktiver Autor populärer Abenteuer-Reihen) geschrieben wurden, von denen viele ähnliche phantastische Elemente beinhalteten, obwohl das nie bewiesen worden ist.

## Überblick
Sâr Dubnotal ist eine Art Zauberer und ein Superheld, ähnlich wie Marvels Doctor Strange.
Er ist ein Meister des Okkultismus, der unter verschiedenen Bezeichnungen wie Napoléon des Unsichtbaren, Meister der Psychagogik, El Tebib (Doktor auf Arabisch) oder bloß Der Doktor auftrat.
Trotz seiner eleganten orientalischen Aufmachung ist Sâr Dubnotal ein Bewohner des Westens, der durch die Rosenkreuzer geschult wurde und dann die Geheimnisse der hinduistischen Mystiker erfahren hat. Er ist unter anderem der Gedankenübertragung, der Levitation und des Hypnotismus befähigt.
Einer von zwei wiederkehrenden Feinden ist der böse Hypnotiseur Tserpchikoff, von dem sich erweist, dass er eigentlich Jack the Ripper ist; der Andere ist der russische Revolutionär Azzef, im realen Leben ein damals noch lebender russischer Terrorist.

## Französische Erstausgabe
Die Serie startete am 25. Januar 1909. In Klammern sind (soweit bekannt) die Titel und Heftnummern der deutschen Ausgabe aufgeführt:
1. Le Manoir Hanté de Creh'h-ar-Vran (01: Die Stimme aus dem Jenseits)
2. La Table Tournante du Docteur Tooth
3. Le Puits Fatal (09: Der verhängnisvolle Brunnen)
4. Le Médium Tragique
5. La Grêve Sanglante (08: Das Geheimnis der Viktoria-Mine)
6. La Détraquée du Passage Rimbaut
7. Tserpchikopf, le Sanglant Hypnotiseur
8. La Piste Astrale
9. L'Écartelée de Montmartre
10. Jack l'Éventreur
11. Haine Posthume
12. La Fiancée de Gibraltar
13. Les Vampires du Cimetière
14. L'Empreinte Rouge
15. La Somnambule du Gué Sanglant
16. L'Affaire Azzef-Poloukhine
17. Un Complot Terroriste
18. Dans l'Enfer Sibérien
19. Azzef, le Roi des Agents Provocateurs
20. Double-Taf, le Dernier des Pentyerns

## Trivia
Von Sâr Dubnotal sind auch einige Kurzgeschichten erschienen, die in den Anthologien der Reihe Tales of the Shadowmen veröffentlicht wurden.
Sâr Dubnotal wird im Band 2 der Liga der außergewöhnlichen Gentlemen erwähnt.
1909–1910 wurden 11 Geschichten ins Deutsche übersetzt und unter dem Titel Sâr Dubnotal, der große Geisterbanner in Deutschland als Heftromanserie veröffentlicht. 2012 ist eine Neuübersetzung der Heftromane Nr. 1 bis 11 und Nr. 14 von Gerd Frank erschienen (Dieter-von-Reeken-Verlag: „Sâr Dubnotal, der große Geisterbanner“ und „Sâr Dubnotal, der Astraldetektiv“)
2013 folgten weitere sechs Heftromane (Nr. 12, 13, 15, 17, 18 und 19 der französischen Reihenfolge) in deutscher Übersetzung von Gerd Frank (Sâr Dubnotal, Band 3: „Nihilisten und Vampire“), gleichfalls im Dieter-von-Reeken-Verlag. Die noch fehlenden Nummern 14, 16 und 20 brachte der Wiener Hobby-Nostalgie-Druck Ganzbiller heraus (Übersetzung erneut von Gerd Frank). Damit liegen erstmals alle 20 Heftromane auch auf Deutsch vor.